# إد ويليام
إد ويليام (بالإنجليزية: Ed Hale)‏ هو مغن مؤلف ومغني أمريكي، ولد في 20 أكتوبر 1974 في باريس في فرنسا.